# Newton, New Jersey
Newton är en stad i den amerikanska delstaten New Jersey med en yta av 8 km² och en folkmängd, som uppgår till 8 244 invånare (2000). Newton är administrativ huvudort i Sussex County.

## Kända personer födda i Newton
- Janeane Garofalo, skådespelare, ståuppkomiker och politisk aktivist.
- John W. Griggs, guvernör i New Jersey 1896-1898, USA:s justitieminister 1898-1901.
- Rodman M. Price, kongressledamot 1851-1853, guvernör i New Jersey 1854-1857.